# Roi Queimado
Roi Queimado (fl. XIII secolo) è stato un trovatore portoghese, attivo nella seconda metà del XIII secolo.
È autore di ventiquattro componimenti poetici: sedici cantigas de amor, tra cui tre burlesche, quattro cantigas de escarnio e quattro cantigas de amigo. Il suo uso e abuso nelle sue cantigas de amor del tema della morte per amore fu motivo di satira da parte dei suoi contemporanei.